# 錫巴 (亞利桑那州)
錫巴（英語：Theba）是位於美國亞利桑那州馬里科帕縣的一個人口普查指定地區。根據2010年美國人口普查，該地人口為158人，而該地的面積約為1.61平方千米。

## 地理
錫巴的座標為32°55′10″N 112°53′41″W / 32.91944°N 112.89472°W，而該地最高點為海拔高度222米（即728英尺）。